# Шолудьки (Охтирський район)
Шолу́дьки —  село в Україні, у Грунській сільській громаді Охтирського району Сумської області. Населення становить 75 осіб. До 2016 орган місцевого самоврядування — Грунська сільська рада.

## Географія
Село Шолудьки знаходиться на відстані 2,5 км від річки Грунь. На відстані 1,5 км розташовані села Бурячиха, Аврамківщина і Грунь. До села примикають невеликі лісові масиви (дуб).

## Історія
12 червня 2020 року, відповідно до розпорядження Кабінету Міністрів України № 723-р «Про визначення адміністративних центрів та затвердження територій територіальних громад Сумської області», село увійшло до складу Грунської сільської громади.
19 липня 2020 року, в результаті адміністративно-територіальної реформи та ліквідації Охтирського району(1923-2020), громада увійшла до складу новоутвореного Охтирського району.

## Населення

### Мова
Розподіл населення за рідною мовою за даними перепису 2001 року:
| Мова       | Кількість | Відсоток |
| ---------- | --------- | -------- |
| українська | 74        | 98.67%   |
| російська  | 1         | 1.33%    |
| Усього     | 75        | 100%     |